# Imre Steindl
Imre Steindl (ook Emerich Steindl of Emmerich Steindl) (Pest, 29 oktober 1839 - Boedapest, 31 augustus 1902) was een Hongaars architect en hoogleraar, gespecialiseerd in de eclectische en neo-gotische bouwstijl.

## Biografie
Steindl studeerde aan de Academie van beeldende kunsten in Wenen en aan de Technische Universiteit Boedapest. Mettertijd werd hij in deze universiteit hoogleraar "Architectuur". Hij gaf er onder meer onderricht aan Ferenc Pfaff.
Benevens lid van de Hongaarse Academie van Wetenschappen sinds 1899, was hij eveneens lid van het Royal Institute of British Architects.
Hij overleed op bijna 63-jarige leeftijd, toen zijn meesterwerk (het hoofdstedelijk Parlementsgebouw) quasi voltooid was. Hij werd begraven op de Kerepesi-begraafplaats van Boedapest.

## Werken
- 1877-1896: Renovatie van de Kathedraal van Košice
- 1878-1880: Renovatie van de Franciskanenkerk in Szeged
- 1878-1899: Renovatie van de Sint-Egidiuskerk van Bardejov
- 1882: Bouw van het “College voor Dierengeneeskunde” in Boedapest
- 1882–1899: Renovatie van de gotische Kerk “Maria Hemelvaart” in Mariasdorf, Burgenland (nieuwe binnen-inrichting)
- 1885–1904: Bouw van het Parlementsgebouw in Boedapest (post mortem voltooid)
- 1891–1903: Bouw van de "Parochiekerk St. Elisabeth" in wijk VII (Erzsébetváros) in Boedapest (post mortem voltooid)

## Onderscheidingen
- 1864 Gundel-Prijs van de Academie van beeldende kunsten in Wenen.
- 1866 Füger-Prijs van dezelfde academie
- Keizerlijk-Koninklijk Oostenrijks-Hongaars Ereteken voor Kunst en Wetenschap 'Pro Litteris et Artibus'
- Frans Jozef-orde

## Illustraties
|  |  |  |